# Haiti i olympiska sommarspelen 1976
Haiti deltog i de olympiska sommarspelen 1976 med en trupp bestående av tretton deltagare, tio män och tre kvinnor, vilka deltog i 14 tävlingar i två sporter. Ingen av landets deltagare erövrade någon medalj.

## Boxning
| Idrottare     | Gren            | Omgång 1             | Omgång 2             | Omgång 3             | Kvartsfinal          | Semifinal            | Final                | Final     |
| Idrottare     | Gren            | Motståndare Resultat | Motståndare Resultat | Motståndare Resultat | Motståndare Resultat | Motståndare Resultat | Motståndare Resultat | Placering |
| ------------- | --------------- | -------------------- | -------------------- | -------------------- | -------------------- | -------------------- | -------------------- | --------- |
| Yves Jeudy    | Lättvikt        | Bye                  | Oleme (CMR) WO       | Bye                  | Rusevski (YUG) 2-RSC | Gick inte vidare     | Gick inte vidare     |           |
| Siergot Sully | Lätt weltervikt | Martínez (PUR) 0-5   | Gick inte vidare     | Gick inte vidare     | Gick inte vidare     | Gick inte vidare     | Gick inte vidare     |           |
| Wesly Felix   | Weltervikt      | Bye                  | Dabire (BUR) WO      | Jackson (USA) 1-KO   | Gick inte vidare     | Gick inte vidare     | Gick inte vidare     |           |

## Friidrott
Damer
| Idrottare           | Gren  | Heat     | Heat      | Kvartsfinal      | Kvartsfinal      | Semifinal        | Semifinal        | Final            | Final            |
| Idrottare           | Gren  | Resultat | Placering | Resultat         | Placering        | Resultat         | Placering        | Resultat         | Placering        |
| ------------------- | ----- | -------- | --------- | ---------------- | ---------------- | ---------------- | ---------------- | ---------------- | ---------------- |
| Antoinette Gauthier | 100 m | 13.11    | 7         | Gick inte vidare | Gick inte vidare | Gick inte vidare | Gick inte vidare | Gick inte vidare | Gick inte vidare |
| Marie-Louise Pierre | 200 m | 28.19    | 8         | Gick inte vidare | Gick inte vidare | Gick inte vidare | Gick inte vidare | Gick inte vidare | Gick inte vidare |
| Rose-Marie Gauthier | 400 m | 1:13.27  | 7         | i.u.             | i.u.             | Gick inte vidare | Gick inte vidare | Gick inte vidare | Gick inte vidare |

Herrar
| Idrottare              | Gren     | Heat     | Heat      | Kvartsfinal      | Kvartsfinal      | Semifinal        | Semifinal        | Final            | Final            |
| Idrottare              | Gren     | Resultat | Placering | Resultat         | Placering        | Resultat         | Placering        | Resultat         | Placering        |
| ---------------------- | -------- | -------- | --------- | ---------------- | ---------------- | ---------------- | ---------------- | ---------------- | ---------------- |
| Philippe Étienne       | 100 m    | 11.05    | 7         | Gick inte vidare | Gick inte vidare | Gick inte vidare | Gick inte vidare | Gick inte vidare | Gick inte vidare |
| Philippe Étienne       | 200 m    | 22.57    | 5         | Gick inte vidare | Gick inte vidare | Gick inte vidare | Gick inte vidare | Gick inte vidare | Gick inte vidare |
| Wilfrid Cyriaque       | 400 m    | 51.49    | 8         | i.u.             | i.u.             | Gick inte vidare | Gick inte vidare | Gick inte vidare | Gick inte vidare |
| Wilnor Joseph          | 800 m    | 2:15.26  | 7         | i.u.             | i.u.             | Gick inte vidare | Gick inte vidare | Gick inte vidare | Gick inte vidare |
| Emmanuel Saint-Hilaire | 1 500 m  | 4:23.41  | 8         | i.u.             | i.u.             | Gick inte vidare | Gick inte vidare | Gick inte vidare | Gick inte vidare |
| Dieudonné Lamothe      | 5 000 m  | 18:50.07 | 13        | i.u.             | i.u.             | Gick inte vidare | Gick inte vidare | Gick inte vidare | Gick inte vidare |
| Olmeus Charles         | 10 000 m | 42:00.11 | 13        | i.u.             | i.u.             | i.u.             | i.u.             | Gick inte vidare | Gick inte vidare |
| Thancule Dezart        | Maraton  | i.u.     | i.u.      | i.u.             | i.u.             | i.u.             | i.u.             | DNF              | DNF              |